# Paulshaus

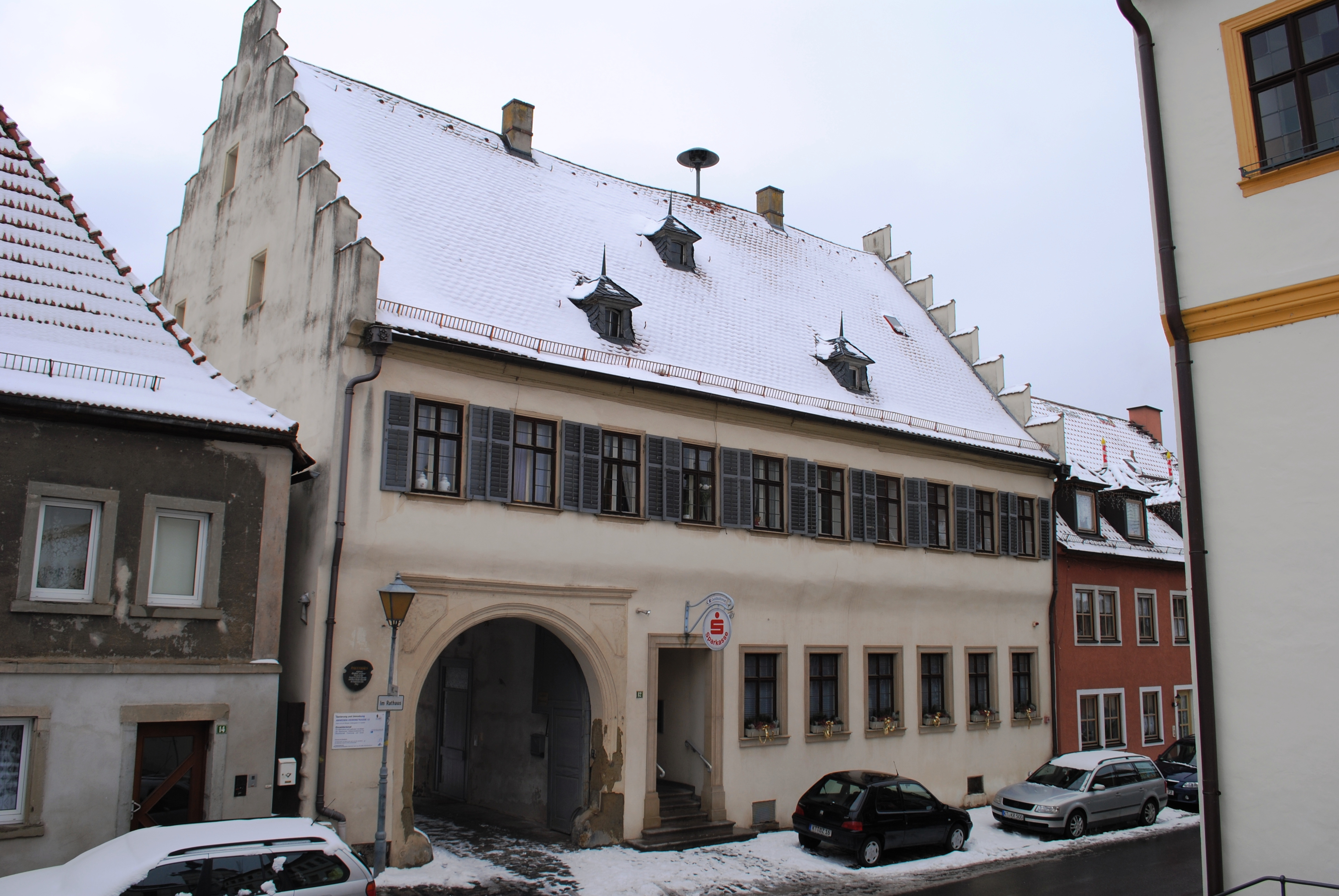
Paulshaus in Mainbernheim

Das Paulshaus (auch Gasthof Zur Güldenen Crone, Adresse Herrnstraße 12, früher Hausnummern 261 und 266)  in Mainbernheim, einer Stadt im unterfränkischen Landkreis Kitzingen in Bayern, wurde in der zweiten Hälfte des 16. Jahrhunderts errichtet. Der ehemalige Wirtschaftshof an der Herrnstraße 12 in der Mainbernheimer Altstadt ist ein geschütztes Baudenkmal.

## Geschichte
Der Hof entstammt der zweiten Hälfte des 16. Jahrhunderts und entstand an der sogenannten Hohen Straße, die Mainbernheim als Kaiserstraße mit Nürnberg und Frankfurt verband. Trotz seiner geringen Größe, wies Mainbernheim im 18. Jahrhundert eine große Dichte an Gasthöfen auf. Seit 1707 bestand auch im Paulshaus der „Gasthof Zur Güldenen Crone“, der 1707 vom Wirt Johann Peter Gebhardt betrieben wurde. Er vererbte den Betrieb an seinen Sohn Johann Siegfried Gebhardt. Dieser verstarb 1766.
Am 24. Januar 1740 bewahrte man im Gasthof für eine Nacht die Reichskrone auf ihrem Weg zwischen Nürnberg und Frankfurt zur Krönung von Kaiser Karl VII. auf. Nach der Krönung brachte man die Reichsinsignien nochmals auf dem Rückweg nochmals in der „Goldenen Crone“ unter. Seit 1766 betrieb Johann Theodor Gebhardt den Cronenhof, der zugleich auch Bürgermeister von Mainbernheim war. Von 1810 bis 1828 übernahm wiederum sein Sohn Johann Caspar den Gasthof. Heute befinden sich im Vorderhaus eine Sparkassenfiliale und im Rückgebäude drei Wohnungen. 

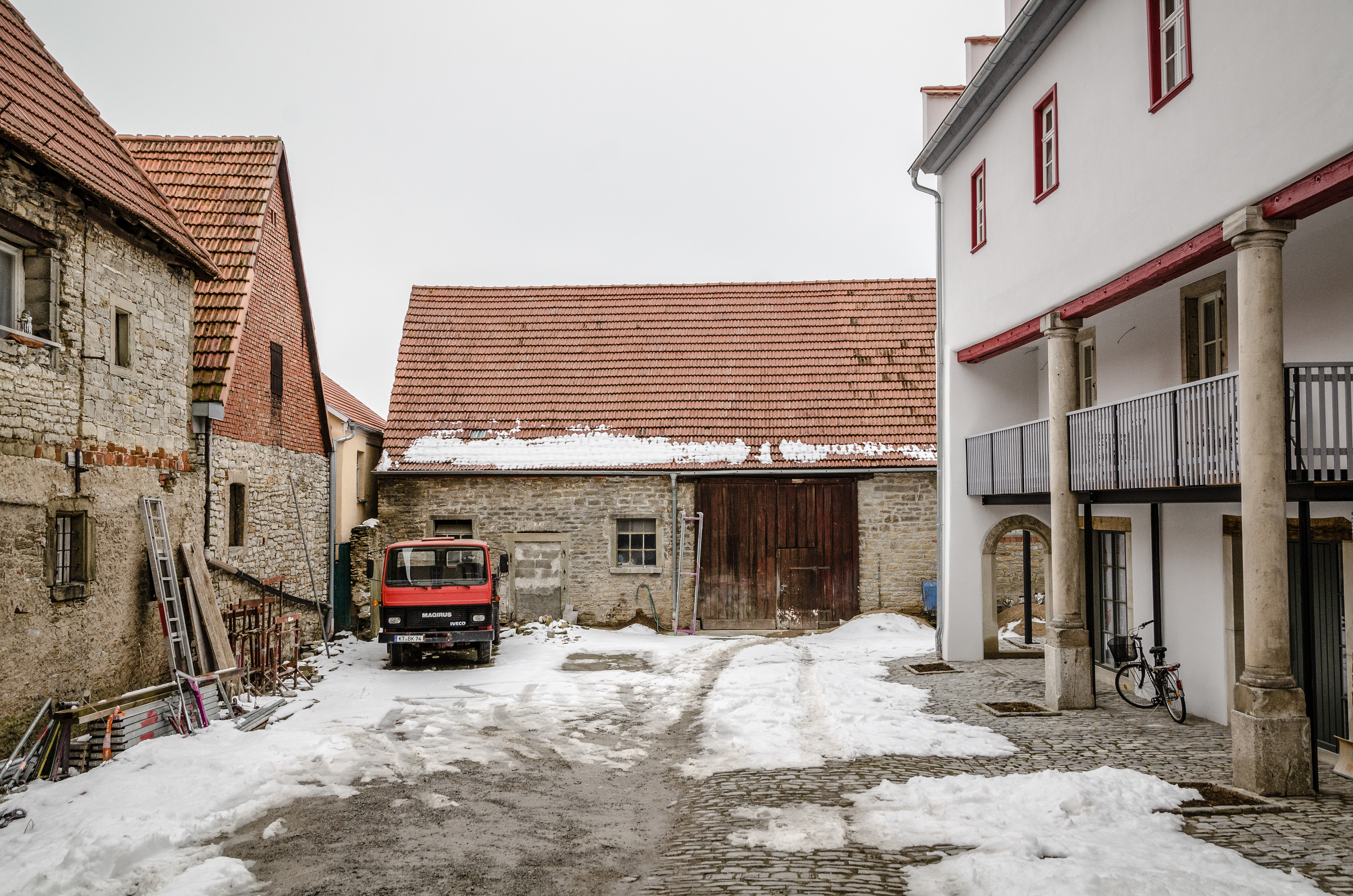
Innenhof

## Beschreibung
Der zweigeschossige traufseitige Satteldachbau mit Treppengiebeln, rundbogiger Tordurchfahrt und verputztem Fachwerkobergeschoss wurde in den letzten hundert Jahren mehrmals umgenutzt. Die Treppenanlage im Hauptgebäude stammt aus dem 16./17. Jahrhundert.